# 扎克瑞·奈頓
扎克瑞·奈頓（英語：Zachary Knighton，1978年10月25日—）是美國的一位演員。他最著名的作品包括ABC電視劇幸福結局。